# 님다
님다(Nimda)는 2001년 9월에 발생한 컴퓨터 바이러스이다.
미국, 유럽, 라틴아메리카에서 동시에 발생하였고, 단 22분만에 인터넷에 가장 넓게 확산된 악성 바이러스로 막대한 경제적 손실을 발생시켰다. 님다 바이러스는 윈도우 계열의 서버(Windows 95, 98, Me. NT, 2000)을 사용하는 PC를 공격대상으로 하고 파일을 통해 서버를 감염시킨다.
님다(Nimda)라는 명칭은 관리자를 의미하는 ‘admin’을 거꾸로 한 것으로 보이며 만든 이는 밝혀지지 않았다.

## 감염경로
- 이메일 - 님다 바이러스에 감염된 이메일은 첨부파일을 실행하지 않고 본문을 읽기만 해도 감염된다. 바이러스 메일은 의미없는 문자 20-30개의 조합의 제목이고 첨부파일은 readme.exe 또는 .wav, .com등의 확장자이다.
- 공유 폴더를 통한 파일 공유 (SMB 프로토콜)
- 감염된 웹 사이트에 접속하는 것만으로도 감염된다.
- 마이크로소프트 IIS 웹서버의 취약점을 이용해서 확산.
- 새드마인드(Sadmind)/IIS나 코드레드(Codered)II와 같은 바이러스와 관련하여 확산.